# 特羅揚尼夫
特羅揚尼夫（羅馬化：Troianiv）是烏克蘭北部的村莊，隸屬日托米爾州的日托米爾區。該村面積5.68平方公里，海拔高度215米，2001年人口1,929，人口密度每平方公里339.61人。